# Bergrutsch am Hirschkopf
Bergrutsch am Hirschkopf ist ein Naturschutzgebiet (NSG-Nummer 4.145) im Gebiet der Stadt Mössingen im Landkreis Tübingen in Baden-Württemberg. Mit Verordnung  vom 16. März 1988 hat das Regierungspräsidium Tübingen das Gebiet am Albtrauf unter Naturschutz gestellt. 
Der Bergrutsch ist seit Juli 2016 als bedeutendes Geotop und Geopoint des UNESCO Geopark Schwäbische Alb ausgezeichnet. 

## Lage
Am 12. April 1983 erfolgte am Hirschkopf in einer Nord-Süd-Ausdehnung von rund 1000 Metern ein Bergrutsch. Die Geologen sprachen damals von einem Jahrhundertereignis. Das Naturschutzgebiet liegt rund zwei Kilometer westlich des Ortsteils Talheim der Stadt Mössingen. 
Das Naturschutzgebiet liegt im Naturraum 101-Vorland der mittleren Schwäbischen Alb innerhalb der naturräumlichen Haupteinheit 10-Schwäbisches Keuper-Lias-Land. Es wird eingeschlossen vom rund 2.646 Hektar großen Landschaftsschutzgebiet Nr. 4.16.009 Albrand und ist außerdem Teil des 3.568 Hektar großen FFH-Gebiets Nr. 7620343 Albtrauf zwischen Mössingen und Gönningen sowie des 3.167 Hektar großen FFH-Gebiets Nr. 7520311 Albvorland bei Mössingen und Reutlingen. Ferner ist es Teil des 39.597 Hektar großen Vogelschutzgebiets Nr. 7422441 Mittlere Schwäbische Alb. Das Gebiet des Bergrutsches mit anschließenden Flächen entlang des Albtraufs wurde mit 17,5 Hektar darüber hinaus unter dem Namen Dreifürstenstein als Schonwald festgesetzt.

## Schutzzweck
Wesentlicher Schutzzweck ist die Erhaltung des ausgedehnten Bergrutsches mit unzugänglichen Felspartien, Geröllhalden und Schotterflächen als Areal für eine ungestörte, natürliche Wiederbesiedlung (Sukzession) von seltenen Pflanzen und Tieren (biologische Nullzone). Es handelt sich um ein einmaliges Naturereignis als Forschungsobjekt für geologische, biologische und landeskundliche Studien.

## Bergrutsch am 12. April 1983

### Ursachen
Starke Niederschläge im Frühjahr 1983 besonders in den Tagen vor dem Rutsch waren die primär auslösenden Faktoren. Erdbebentätigkeiten wurden vor und während der Rutschbewegung keine aufgezeichnet und scheiden somit als primär auslösende Faktoren aus. Das Regenwasser versickerte auf der Hangleiste durch die starke Zerklüftung des Weißjura mit Spalten und Rissen und ihren zusätzlich wasserdurchlässigen Schichten bis zum 30 Meter mächtigen Ornatenton. Dieser quoll bei den immens eindringenden Wassermassen auf und verwandelte sich in eine schmierige Schicht. Infolge der Zunahme des Eigengewichts der Hangleiste fand diese auf dem aufgeweichten Untergrund keinen Halt mehr. Der vor der Hangleiste lagernde Hangschutt, altes Rutschungsmaterial früherer Bergstürze, brach ebenso talwärts aus, so dass der ganze Hang in Bewegung kam. Der Wald driftete unterhalb der Hangleiste Richtung Tal.

### Bergrutsch
Mangels Augenzeugen sind der genaue Zeitpunkt und die Dauer der Rutschvorgangs unbekannt. Der Hauptrutsch muss sich in der Zeit zwischen 9 und 14 Uhr ereignet haben. Dass der Albtrauf nachrutschte und nicht als Bergsturz niederging, zeigten einzelne Baumgruppen, die von der Hochfläche auf Geländeschollen abdrifteten und senkrecht stehenblieben.
„Der Weg, den noch am Morgen der Revierförster befuhr, endet vor einem 20 Meter tiefen Abgrund. Darunter Tausende von Bäumen, kreuz und quer in einer neu aufgeworfenen Landschaft. (...) Und der einst bewaldete, begehbare Albtrauf verwandelte sich in eine nackte Steilwand mit riesigen Schollenabbrüchen. (...) Und immer wieder die mächtige Geräuschkulisse krachender Bäume, Steinschlag und Rumoren im Boden.“

### Unmittelbare Auswirkungen
Auf einer Breite von 600 Metern war der gesamte bewaldete Steilhang am Rande der Schwäbischen Alb in einer Ausdehnung von über 1000 Metern in den Sattel zwischen Hirschberg und Farrenberg gerutscht. Ende April 1983 erreichte das Rutschfeld über 50 Hektar Fläche. Im Ganzen gingen 5 bis 6 Millionen Kubikmeter Geröll mit einem Gewicht von 9 bis 10 Millionen Tonnen ab. Im darauffolgenden Frühjahr 1984 wurde durch eine letzte größere Rutschbewegung das Gelände am westlichen Rand ausgedehnt. Von den zerstörten Waldflächen waren annähernd 46 Hektar Mössinger Stadtwald und 4 Hektar Kleinprivatwald. Der durchschnittlich 90-jährige vernichtete Baumbestand, mit anberaumten 10.000 Festmetern, setzte sich zu 70 % aus Laubwald (Buche, Esche, Ahorn, Ulme) und 30 % aus Nadelwald (Tanne, Fichte) zusammen. Des Weiteren wurden ca. 4,5 Kilometer Waldwege und 1 Kilometer Wanderweg zerstört.

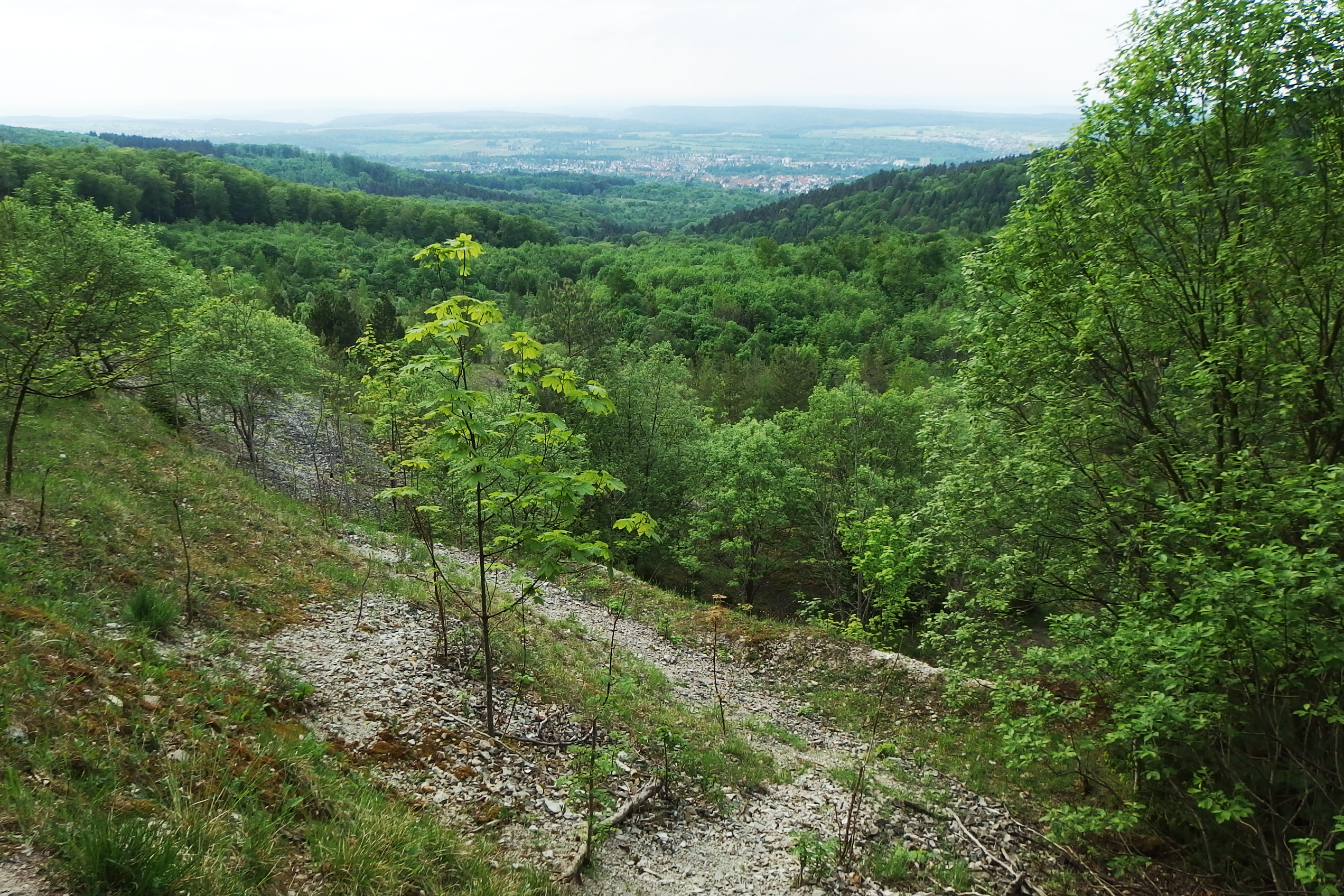
Unterhang des Bergrutsches

Das Bergrutschgelände lässt sich optisch in vier Zonen einteilen:
1. Die sich nach oben neu gebildete Steilwand mit den nachgesackten Schollen
2. Der sich darunter anschließende bewaldete Streifen, der den Rutsch wie einen Steg durchzieht
3. Im Anschluss die anfangs vegetationsfreie Geröllhalde (genannt „Kieswüste“)
4. Der zusammengeschobene Wald mit der sich talwärts ausbreitenden Rutschzunge

Zwei Tage später „setzte eine regelrechte Völkerwanderung in das gefährdete Gebiet ein. Die Behörden hatten große Mühe, die sensationsgierigen Menschen von dem Bergrutsch fernzuhalten und erklärten die betroffene und gefährliche Waldfläche umgehend zum Sperrgebiet.“ Am darauffolgenden Wochenende 16./17. April lockte sonniges Wetter „nach Schätzung der Polizei (...) bis zu 5000 Besucher zur Besichtigung des Schadensgebiets“ an. Sie kamen zum Teil aus ganz Deutschland und konnten nur durch großes Polizeiaufgebot inklusive Hundestaffel vom Betreten des gesperrten Gebiets abgehalten werden.

### Der erste Sommer – 1983
In der „Kieswüste“ fanden sich anfangs weder Humusschicht noch Pflanzen oder Tiere, wenn man von den wenigen abgedrifteten Teilflächen mit ursprünglicher Vegetation absieht. Man sprach von einer „biologischen Nullzone“. Trotz direkter Sonneneinstrahlung bildeten sich mehrere kleine Tümpel, die durch Oberflächenwasser gespeist wurden und in den Senken der Steinwüste von Woche zu Woche größere Wasserflächen ausbildeten. Sie hielten sich, obwohl in der vegetationslosen Kieswüste die Bodentemperatur stark zunahm. Sie wurde durch die Reflexion des hellen Gesteins begünstigt, kühlte nachts nicht auf Normalwerte ab und stieg so bis auf 58 Grad Celsius an.
Um diese Feuchtstellen siedelte sich Huflattich an, zuerst in den Randbereichen, später in der Umgebung der zwei bis drei Meter hohen Gerölltürme. „Von Woche zu Woche nahm die Vegetation sichtbar zu. (...) Teilweise hatte man den Eindruck, als keimten die Pflanzen direkt aus dem Gestein, ganz wenig Humus war für die Entwicklung notwendig. (...) Im ersten Jahr stellten sich, auf das gesamte Rutschgelände hin betrachtet, folgende Wiederbesiedler ein: Huflattich, Wilde Möhre, Rauher Löwenzahn, Blaue Taubnessel, wohlriechende Weißwurz, Echtes Labkraut und der Mauerpfeffer.“
Im Juni waren Spinnen, Feldwespen und Sandlaufkäfer zu beobachten, unter ihnen auch die Trochosa robusta aus der Familie der Wolfsspinnen. Als erster dauerhafter Bewohner der Kleingewässer in der Geröllhalde stellte sich neben den Wasserinsekten die Gelbbauchunke ein, in der Roten Liste als stark gefährdet eingestuft.